# Земгале
Зе́мгале (также Земга́лия, в исторической литературе — Семига́лия, латыш. Zemgale [zæmgale]) — одна из пяти исторических областей Латвии, названная по древнему балтийскому племени земгалов.

## О названии
Известно два литовских названия Земгалии — Žem̃gala и Žiẽmgala (латышское Zemgale является книжным заимствованием из нем. Semgallen). В пользу исконности вокализма первого говорит лат. Semigalia из датской хроники Annales Ryenses (XIII век), в пользу второго — швед. Sœimgala, Sœimgalum (надписи на двух рунических памятных камнях XI века из Южной Швеции) и др.-рус. зимигола, зимѣгола (Лаврентьевская летопись). Первый вариант связывают с лит. žẽmė, латыш. zeme «земля» или лит. žẽmas, латыш. zems «низкий».
Второй вариант, вероятно, является когнатом лит. žiemà, латыш. ziema «зима». К. Буга и Я. Эндзелин считали, что первичен вариант Žiẽmgala, этимологически обозначавший «зимний (северный) край», а Žem̃gala является результатом народной этимологии, сблизившей название с низменностями. Альтернативная этимология О. Бушса предполагает гидронимическое происхождение топонима: от названия реки вроде Жеймике или Жеймяна.

## География
Расположена на юге страны по левому берегу Западной Двины и граничит с Курземе, Жемайтией, Аукштайтией, а также — исторически — с Селией (которая с 13 века включена в состав Семигалии).
Ландшафт Земгале преимущественно равнинный. Помимо Западной Двины (Даугавы), важной рекой является Лиелупе. Наиболее крупные города — Елгава, Тукумс, Добеле и Бауска.

## Герб
22 марта 2012 года Сейм Латвии принял закон о гербах исторических областей республики (по сути были восстановлены гербы, утверждённые ещё в 1930 году). В частности, официальным гербом Земгале стал серебряный лось, помещённый на синем поле геральдического щита.

## История
В Средние века Земгалия являлась частью Курляндии и в её составе стала частью Латвии, поэтому на гербе Латвии она не представлена отдельной звездой (на государственном гербе Латвии исторические области Курземе и Земгале отображает одна звезда).
В XIII веке захвачена немецкими рыцарями и становится частью Ливонии. С 1561 года в составе Курляндского герцогства (в 1596—1617 годах самостоятельное Земгальское герцогство), в 1795—1917 годах — восточная часть Курляндской губернии Российской империи.

## Достопримечательности
Главной туристической достопримечательностью региона является Рундальский дворец работы архитектора Бартоломео Растрелли, находящийся примерно в 10 км от Бауски. Ежегодно в течение третьей недели июля здесь проходит Фестиваль старинной музыки. Поблизости расположены ещё три замка, построенные в конце XVIII века, — Межотне, Кауцминде и Борнсминде.
В Елгаве, бывшей столице Курляндского герцогства, находится герцогский дворец — тоже проект Растрелли, а также «Академия Петрина» — редкий образец архитектуры барокко XVIII века.